# ロス手術

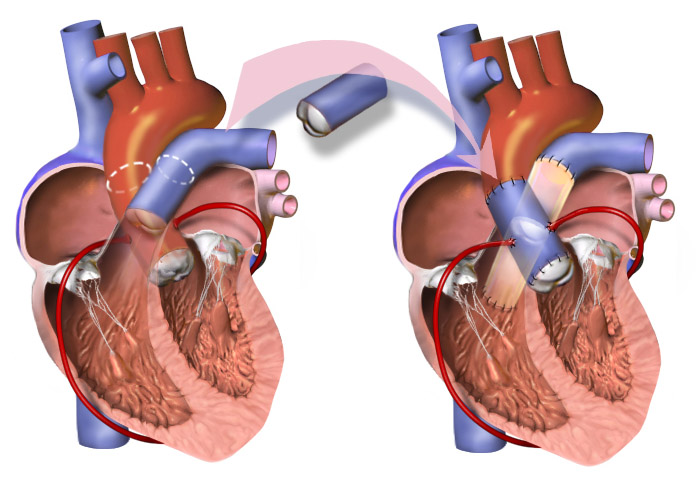

ロス手術（ロスしゅじゅつ、英語：Ross procedure）は、自己肺動脈弁組織による大動脈基部置換術とも呼ばれ、ある種の大動脈弁疾患において、病的な大動脈弁を患者自身の肺動脈弁で置換する心臓外科手術である。
肺動脈弁摘出部位には、死体ドナー由来の同種弁などの人工弁を植え込む。ロス手術の適応は、幼小児では好ましい場合も多いが、成人への適応は論議が分かれている。
名称は1962年に同手技を提案したドナルド・ロス(Donald Ross)博士（英国の心臓外科医）の名に由来する。

## 利点・欠点

### 利点
- 抗凝固療法を使用せずとも血栓塞栓症の心配がない。
- 自己組織であり、小児患者の場合、その成長に合わせて移植片も成長が見込める。
- 術後の血流動態に優れる。

### 欠点
- 大動脈弁単一の疾患に対して、2つの弁を切除しなければならず、難易度が高い。

## 関連事項
- 心臓弁膜症